# جون سميث (ضابط)
جون سميث (بالإنجليزية: John Lucian Smith)‏ هو ضابط أمريكي، ولد في 26 ديسمبر 1914 في ليكسينغتون في الولايات المتحدة، وتوفي في 10 يونيو 1972 في إنسينو ‏ في الولايات المتحدة.